# Gigi Cifarelli
Gigi Cifarelli, all'anagrafe Luigi Massimo Cifarelli (Pavia, 25 maggio 1955), è un chitarrista e cantante italiano.
Ha lavorato al fianco di artisti come Chick Corea, Sam Rivers, Jack De Johnette, Gerry Mulligan, Tony Scott, Marcel Dadi, Brian Auger, Jimmy Owens, Mark Murphy. Tra gli italiani Mina, Nino Ferrer, Renato Zero, Tullio De Piscopo, Loredana Bertè, Mia Martini, Carlo Marrale (Matia Bazar), Bruno Lauzi, Daniele Silvestri, Dirotta su Cuba e molti altri nel Pop italiano.

## Biografia
Nel 1985, per l'etichetta milanese Dire di Tito Fontana, incide il primo album a proprio nome intitolato Coca & rhum contenente otto brani di cui quattro firmati dallo stesso Cifarelli e, segnatamente, la title track, "Donna Lisa", "Monk e funk" e "Borsa nuova"; i rimanenti quattro brani sono rielaborazioni di standard e, specificatamente, "Cantalupe Island" di Herbie Hancock, "Saudade" di Walter Booker (con la presenza dell'armonicista milanese Bruno De Filippi), una versione in solitudine del celebre "I can't get started" di Vernon Duke ed una personale rielaborazione di brani legati al repertorio del chitarrista statunitense George Benson.
Nel 1991, per la collana "Strumento" vagliata dall'etichetta milanese DDD (Drogueria Di Drugolo), incide l'album Kitchen Blues dove era accompagnato da un nutrito gruppo di musicisti fra i quali si ricordano il pianista degli Area Patrizio Fariselli, i contrabbassisti Paolino Dalla Porta e Marco Micheli; i batteristi Alfredo Golino e Paolo Pellegatti; il percussionista Angelo Pusceddu; i sassofonisti Amedeo Bianchi, Emanuele Cisi e Michael Rosen; il trombettista Demo Morselli e la voce blues della cantante Angela Baggi.
Dalla metà degli anni 80 fino quasi tutti gli anni 90 con l’uscita dei primi 2 album, appare in molti spazi musicali, sia in ambito jazz e funky che in quello pop, collaborando ad album di Mina, Renato Zero, Tullio De Piscopo, dei Dirotta su Cuba e di altri cantanti di punta nel panorama della musica leggera italiana. Diventa un modello da seguire per tanti giovani chitarristi italiani: i lettori delle riviste specializzate infatti lo eleggono per 5 anni consecutivi “miglior chitarrista jazz e fusion” cosa che non si ripete negli anni successivi perché il suo nome vien messo in un virtuale Olimpo a cui accedevano i musicisti votati per 5 anni consecutivi fuori classifica e per poter quindi votare e dar lustro ad altri talenti emergenti.
Nel '95 viene invitato da Marcel Dadi al festival “Les nuits de la guitare” in Francia dove sale sullo stesso palco di John Scofield, Philip Caterine, Toots Thielemans. Mike Stern, Bireli Lagrene, suscitando stima e ammirazione tanto da essere scelto come padrino del Festival di Sète nel sud della Francia dove si esibisce in quell’anno con Bireli Lagrene e con Sylvain Luc e dove poi tornerà ancora 2 volte incontrando Pat Metheny e altri grandissimi nomi. Partecipa in quel periodo anche ai festival di Marsiglia e di Tolosa dividendo la serata e il palco con Scott Henderson. Quindi viene nuovamente invitato al matrimonio dove oltre che col suo quartetto, suona in duo con Bireli Lagrene aprendo la serata di Larry Carlton.
Più avanti fa un concerto in trio a Parigi con Philipe Caterine e Bireli Lagrene ricevendo una standing ovation dal pubblico parigino.
La tv francese gli dedicò uno special di un’ora. La Francia lo stava adottando e apprezzando davvero tanto, ma il suo voler sempre non sottostare a nessuna costrizione e la passione per il ciclismo gli fa spesso rifiutare cose che gli impedirebbero di allenarsi e gareggiare.
Nel 2000 esce perla BMG l'album With the Eyes of a Child che lo catapulta in testa a tante classifiche sia di vendita che di gradimento.
La cosa che ama di più è suonare dal vivo; fa serate ovunque senza mai sottilizzare e formalizzarsi, cosa che da molti è vista come un limite e un abbassare il proprio livello, ma è in mezzo alla gente e suonando per loro che diventa irresistibile, sia per quello che fa che per come lo fa e si pone. Le sue serate sono dei raduni di persone che si divertono sorridono e gustano musica e sentimenti. 
In quel periodo fa diversi concerti con un cantante superlativo col quale c’era un'intesa straordinaria: Carl Anderson il compianto Judas di Jesus Christ Superstar.
Negli ultimi anni ha partecipato a tantissime manifestazioni suonando in diversi contesti e collaborando con Mike Stern, Pat Martino e Larry Carlton in situazioni didattiche grazie all’Accademia del suono e dividendo il palco con Tommy Emmanuel a Monteroduni all’Eddie Lang jazz Festival e con moltio altri grandi nomi.
Nel 2008 riceve il Premio Nazionale Franco Enriquez, ambito riconoscimento teatrale che per la prima volta viene assegnato a un musicista con la seguente motivazione: "per l’impegno e la coerenza artistica unite a una grande forza comunicativa".
Nello stesso anno registra il suo Io c'ero, album registrato dal vivo a Le Scimmie, storico locale jazz di Milano ora chiuso. L’album viene pubblicato nel 2009 riscuotendo moltissimi consensi.
In questo lavoro discografico risalta soprattutto lo spirito della gioia e del divertimento che Gigi instaura sia sul palco coi suoi collaboratori che con il pubblico e anche la scelta particolarmente riuscita di fondere le atmosfere jazzistiche con la tradizione italiana; molto suggestiva la versione di "E se domani" in coppia con Aida Cooper e travolgente il viaggio nella tradizione con "O sole mio", "Mia bela Madunina" e "Roma nun fa la stupida stasera".
Nell’ultimo periodo ha proposto un progetto dedicato a George Benson per uno spettacolo benefico sulla ricerca per le malattie gravi che è poi diventato graditissimo e richiesto, presentato quindi da poco a Torino in un grande palco come quello del Gruvillage dove si svolge un festival ormai consacrato ai massimi livelli.
La serata è stata apprezzata da Dennis Chambers e Eric Mariental (con cui Gigi aveva già avuto una collaborazione discografica) ai quali Gigi ha aperto il concerto e che alla fine lo hanno voluto su palco insieme a loro.
Un altro progetto è quello nato insieme all’amico Ronnie Jones, già presente come collaboratore nei suoi dischi, che propone grandi classici del mondo soul blues e jazz riarrangiati dall'artista per la voce intrigante e coinvolgente di Ronnie.
Cifarelli è anche autore della Postfazione del secondo catalogo del pittore, chitarrista e compositore Pasquale Colucci, dedicato alla propria produzione artistica Art in Music.
Dal 2023 è testimonial ufficiale dei City Angels.

## Stile musicale
Nel suo stile musicale sono evidenti le influenze di Wes Montgomery, omaggiato nel secondo album con il brano dal titolo "Letter to Wes" e George Benson con cui ha avuto diverse frequentazioni e a cui ha dedicato il brano "Ben...sonata", inciso in Coca & rhum.

## Discografia

### Album
- 1985 - Coca & rhum
- 1991 - Kitchen Blues
- 1999 - With the Eyes of a Child
- 2009 - Io c'ero